# Brighamia rockii
Brighamia rockii е вид растение от семейство Камбанкови (Campanulaceae). Видът е критично застрашен от изчезване.

## Разпространение
Разпространен е в САЩ (Хавайски острови).